# Мароко на Светском првенству у атлетици на отвореном 2015.
Мароко је учествовао на Светском првенству у атлетици на отвореном 2015. одржаном у Пекингу од 22. до 30. августа петнаести пут, односно учествовао је на свим досадашњим првенствима. Репрезентацију Марока представљало је 20 такмичара (12 мушкараца и 8 жена) који су се такмичили  у 10 (6 мушких и 4 женске) дисциплина.,
На овом првенству Мароко је по броју освојених медаља делио 32. место са 1 освојеном медаљом (бронзана). Поред медаље, Мароко је остварио и следеће резултате: 1 рекорд светских првенстава, 5 светских резултата сезоне, 2 национална рекорда, 3 национална рекорда сезоне, 10 личних рекорда и 12 личних резултата сезоне. У табели успешности према броју и пласману такмичара који су учествовали у финалним такмичењима (првих 8 такмичара) Мароко је са 4 учесника у финалу заузео 20. место са освојених 15 бодова.
| Плас. | Земља  | 1. место | 2. место | 3. место | 4. место | 5. место | 6. место | 7. место | 8. место | Бр. финал. | Бод. |
| ----- | ------ | -------- | -------- | -------- | -------- | -------- | -------- | -------- | -------- | ---------- | ---- |
| 20.   | Мароко | 0        | 0        | 1        | 1        | 0        | 0        | 2        | 0        | 4          | 15   |

## Учесници
Учествовало је 20 такмичара (12 мушкараца и 8 жена).
| Мушкарци: - Aziz Ouhadi — 100 м - Amine El Manaoui — 800 м - Надер Балханбел — 800 м - Abdelati El Guesse — 800 м - Абдалати Игуидер — 1.500 м - Fouad Elkaam — 1.500 м - Yassine Bensghir — 1.500 м - Othmane El Goumri — 5.000 м - Younes Essalhi — 5.000 м - Адил Анани — Маратон - Рашид Кисри — Маратон - Брахим Талеб — 3.000 м препреке - Хамид Езин — 3.000 м препреке - Шишам Сигени — 3.000 м препреке | Жене: - Рабабе Арафи — 800 м, 1.500 м - Малика Акаоуи — 800 м, 1.500 м - Халима Хашлаф — 800 м - Сихам Хилали — 1.500 м - Хајат Ламбарки — 400 м препоне - Фадва Сиди Матане — 3.000 м препреке - Салима Ел Уали Алами — 3.000 м препреке - Hanane Ouhaddou — 3.000 м препреке |  |

## Освајачи медаља (1)

### Бронза (1)
- Абдалати Игуидер — 1.500 м

## Резултати

### Мушкарци
| Атлетичар          | Дисциплина       | Лични рекорд | Предтакмичење     | Предтакмичење     | Квалификације        | Квалификације        | Полуфинале           | Полуфинале           | Финале                                      | Финале             | Детаљи |
| Атлетичар          | Дисциплина       | Лични рекорд | Резултат          | Место             | Резултат             | Место                | Резултат             | Место                | Резултат                                    | Место              | Детаљи |
| ------------------ | ---------------- | ------------ | ----------------- | ----------------- | -------------------- | -------------------- | -------------------- | -------------------- | ------------------------------------------- | ------------------ | ------ |
| Aziz Ouhadi        | 100 м            | 10,09        | слободан          | слободан          | 10,22                | 6. у гр. 6           | Није се квалификовао | Није се квалификовао | Није се квалификовао                        | 30 / 68 (72)       |        |
| Amine El Manaoui   | 800 м            | 1:44,96      |                   |                   | 1:45,86 КВ           | 2. у гр. 4           | 1:46,09              | 5. у гр. 1           | Није се квалификовао                        | 13 / 44 (45)       |        |
| Надер Балханбел    | 800 м            | 1:44,64      | 1:46,23 КВ        | 2. у гр. 6        | 1:45,28 кв           | 3. у гр. 3           | 1:47,09              | 7 / 44 (45)          |                                             |                    |        |
| Abdelati El Guesse | 800 м            | 1:45,78      | 1:47,49           | 5. у гр. 5        | Није се квалификовао | Није се квалификовао | Није се квалификовао | 25 / 44 (45)         |                                             |                    |        |
| Абдалати Игуидер   | 1.500 м          | 3:28,79      | 3:38,14 КВ        | 2. у гр. 3        | 3:35,20              | 3. у гр. 2           | 3:34,67              |                      |                                             |                    |        |
| Fouad Elkaam       | 1.500 м          | 3:33,77      | 3:40,12           | 8. у гр. 2        | Није се квалификовао | Није се квалификовао | Није се квалификовао | 25 / 40 (41)         | Архивирано на веб-сајту (18. новембар 2015) |                    |        |
| Yassine Bensghir   | 1.500 м          | 3:33,04      | 3:43,22 КВ        | 5. у гр. 1        | 3:44,95              | 9. у гр. 1           | Није се квалификовао | 21 / 40 (41)         |                                             |                    |        |
| Othmane El Goumri  | 5.000 м          | 13:13,72     | 13:58,06          | 13. у гр. 1       |                      |                      | Није се квалификовао | 29 / 39 (41)         |                                             |                    |        |
| Younes Essalhi     | 5.000 м          | 13:16,07     | Није завршио трку | Није завршио трку | Није се квалификовао | Није се квалификовао |                      |                      |                                             |                    |        |
| Адил Анани         | Маратон          | 2:07:43      |                   |                   |                      |                      |                      |                      | Нису завршили трку                          | Нису завршили трку |        |
| Рашид Кисри        | Маратон          | 2:06:48      |                   |                   |                      |                      |                      |                      | Нису завршили трку                          | Нису завршили трку |        |
| Брахим Талеб       | 3.000 м препреке | 8:07,02      |                   |                   | 8:24,84 КВ           | 2. у гр. 3           |                      |                      | 8:17,73                                     | 7 / 38 (42)        |        |
| Хамид Езин         | 3.000 м препреке | 8:09,72      | 8:29,26 кв        | 5. у гр. 2        | 8:25,72              | 11 / 38 (42)         |                      |                      |                                             |                    |        |
| Шишам Сигени       | 3.000 м препреке | 8:16,54      | 8:49,73           | 7. у гр. 1        | Није се квалификовао | 25 / 38 (42)         |                      |                      |                                             |                    |        |

### Жене
| Атлетичарка          | Дисциплина       | Лични рекорд | Квалификације                  | Квалификације                  | Полуфинале            | Полуфинале            | Финале                                      | Финале                | Детаљи |
| Атлетичарка          | Дисциплина       | Лични рекорд | Резултат                       | Место                          | Резултат              | Место                 | Резултат                                    | Место                 | Детаљи |
| -------------------- | ---------------- | ------------ | ------------------------------ | ------------------------------ | --------------------- | --------------------- | ------------------------------------------- | --------------------- | ------ |
| Рабабе Арафи         | 800 м            | 2:00,58      | 2:00,37 КВ, ЛР                 | 1. у гр. 3                     | 1:58,55 КВ, ЛР        | 1. у гр. 1            | 1:58,90                                     | 4 / 44 (45)           |        |
| Малика Акаоуи        | 800 м            | 1:57,64      | 2:00,37 КВ, ЛРС                | 3. у гр. 6                     | 1:59,03 ЛРС           | 6. у гр. 3            | Није се квалификовала                       | 12 / 44 (45)          |        |
| Рабабе Арафи         | 1.500 м          | 4:02,71      | 4:04,17 КВ                     | 3. у гр. 3                     | 4:08,19 КВ            | 4. у гр. 2            | 4:13,66                                     | 9 / 34 (35)           |        |
| Малика Акаоуи        | 1.500 м          | 4:04,49      | 4:05,85 кв                     | 8. у гр. 1                     | 4:16,61 КВ            | 4. у гр. 2            | 4:16,98                                     | 12 / 34 (35)          |        |
| Сихам Хилали         | 1.500 м          | 4:01,33      | Није завршила трку             | Није завршила трку             | Није се квалификовала | Није се квалификовала | Није се квалификовала                       | Није се квалификовала |        |
| Хајат Ламбарки       | 400 м препоне    | 55,27        | 58,05                          | 7. у гр 4                      | Није се квалификовала | Није се квалификовала | Није се квалификовала                       | 31 / 36 (37)          |        |
| Фадва Сиди Матане    | 3.000 м препреке | 9:36,13      | 9:27,87 кв, ЛР                 | 4. у гр. 3                     |                       |                       | 9:41,45                                     | 14 / 43 (45)          |        |
| Салима Ел Уали Алами | 3.000 м препреке | 9:20,64 НР   | 9:28,18 кв                     | 5. у гр. 2                     | 9:32,15               | 10 / 43 (45)          |                                             |                       |        |
| Hanane Ouhaddou      | 3.000 м препреке | 9:22,12      | дисквалификована по чл. 163,3б | дисквалификована по чл. 163,3б | Није се квалификовала | Није се квалификовала | Архивирано на веб-сајту (15. децембар 2015) |                       |        |